# Krsto Odak
Krsto Odak (* 20. März 1888 in Siverić; † 4. November 1965 in Zagreb) war ein jugoslawischer Komponist.

## Leben
Odak war Schüler der Franziskaner und studierte in München Theologie. Daneben absolvierte er eine musikalische Ausbildung bei Pater Hartmann von An der Lan-Hochbrunn. Nach seiner Rückkehr 1913 wurde er Priester in Sinj. 1919 ging er nach Prag und studierte bei Vítězslav Novák. Beim Absolventenkonzert gewann er mit einer Sonate für Violine
und Klavier den ersten Preis.
Von 1922 bis zu seiner Pensionierung 1961 war er Kompositionslehrer an der Musikakademie Zagreb. Er komponierte vier Sinfonien, zwei Passacaglias, eine Streichersuite und weitere Orchesterwerke, ein Klavier- und ein Saxophonkonzert, Opern und Schauspielmusiken, kammermusikalische Werke, eine Kantate, zwei Altslawische Messen, Motetten, Madrigale und Lieder.

## Bühnenwerke
- Dorica pleše, Oper, 1933
- Konac svijeta, Oper, 1943
- Majka Margarita, Oper, 1952/53
- Leptirica i mjesec, Ballett, 1958
- Živkov badnjak, Schauspielmusik, 1950
- Prica o Novoj godini, Schauspielmusik, 1950